# 싱가포르인
싱가포르인(영어: Singaporean, 말레이어: Orang Singapura, 간체자: 新加坡人, 타밀어: சிங்கப்பூரரும்) 싱가포르 인민 시민권을 취득한 자를 말한다. 중국인, 인도인, 및 토착 말레이 인이 인구의 대부분을 차지한다. 대다수의 싱가포르 인은 중국, 인도 및 말레이 제도 출신의 인종으로 구성된다. 1819년 싱가포르의 항구는 무역 자유의 항구를 열었고 섬의 남쪽 해안에 이민을 허용한 영국인 토머스 스탬퍼드 래플스 경에 의해 설립되었다. 이 시기에 해당 지역의 많은 이민자들이 싱가포르에 정착했다. 1827년 이 섬은 여러 민족들로 구성되었다.

## 역사

### 오랑 라우트와 싱가푸라 왕국
싱가포르 섬에 대한 기록은 대략 2세기로 거슬러 올라간다. 이 섬은 동남아시아와 인도 및 지중해를 연결하는 유사한 무역 중심망의 일부인 무역항으로 확인되었다. 섬의 최초 정착자는 오랑 라우트라는 해양 민족으로 알려지며, 섬은 11세기에 있는 촐라 제국의 타밀인 황제 라젠드라 촐라 1세에 의해 침략될 때까지 스리위자야 제국의 전초 기지였다. 싱가푸라 왕국으로 알려져 있는 작은 말레이지아 왕국은, 1299년에 달아나는 스리위자야 황태자, 새로운 국가의 왕으로 추대된 상닐라 우타마(Sang Nila Utama)에 의해 건국되었다. 1398년에 싱가푸라 왕국이 무너진 후, 이 섬은 1613년 포르투갈의 침략에 의해 파괴될 때까지 여러 지역 제국과 믈라카 술탄국의 지배를 받았다.
영국인 토머스 스탬퍼드 래플스가 도착하기 전에 조호르 술탄국에 거주하는 수백 명의 토착 말레이 인들이 살고 있었다. 토착 말레이인의 대부분은 말레이 군도에서 왔다. 그 섬에 살고 있는 약 1,000 명의 사람들이 있었는데, 주로 오랑 라우트 (Orang Laut)였으며, 20-30 명의 말레이 인이 살고 있었고, 이들은 테멘공 압둘 라흐만(Temenggong Abdul Rahman)의 추종자들이었고, 20-30 명의 중국인들이 있었다.

### 현대 싱가포르
싱가포르인의 대다수는 오늘날 싱가포르가 1819년에 토머스 스탬퍼드 래플스에 의해 영국의 무역항으로 설립되었을 때 이 섬에 정착한 이민자의 후손이다. 그 당시 래플스는 싱가포르를 자유 항구로 지정하였다. 이러한 조치에 따라서 부기족, 자와인, 페라나칸, 중국인, 인도인 및  하드라마우트의 아랍 상인들이 네덜란드 거래 제한으로 인해 당사 영국령이었던 이 섬으로 몰려들었다. 자유 항구로 싱가포르가 지정된 6개월 후, 인구는 기존 100명 정도에서 5,000명으로 증가했으며, 1825년까지 1만명를 돌파했다.
싱가포르가 영국으로부터 자치권을 부여받은 후, 싱가포르인에게는 싱가포르 시민권이 부여되었고 싱가포르 시민권 자치령(Singapore Citizenship Ordinance 1957)에 따라 2년 동안 거주 한 영국 시민인 싱가포르 또는 말라야 연방에서 태어난 모든 주민들에게 시민권이 부여되었다. 이에 해당되지 않는 사람들은 10년 거주를 의무적으로 해야 시민권을 얻을 수 있었다.
오늘날, 싱가포르 시민권은 출생, 전입 또는 등록에 의해 부여된다. 헌법에 규정되어 있기는 하지만 귀화를 통한 시민권은 더 이상 부여되지 않는다. 대신 정부는 주민등록증을 주민등록증에 부여하기 위해 등록을 통해 시민권을 위한 헌법 조항을 대신 사용한다.

## 거주 국가
현재 싱가포르 인구는 3,343,000 명이고 해외 싱가포르 인구는 212,000명이다. 해외에서 거주하는 싱가포르인이 거주하는 국가들 중 호주, 말레이시아 및 영국은 가장 큰 싱가포르인 공동체를 가지고 있는 국가들이다.

## 문화

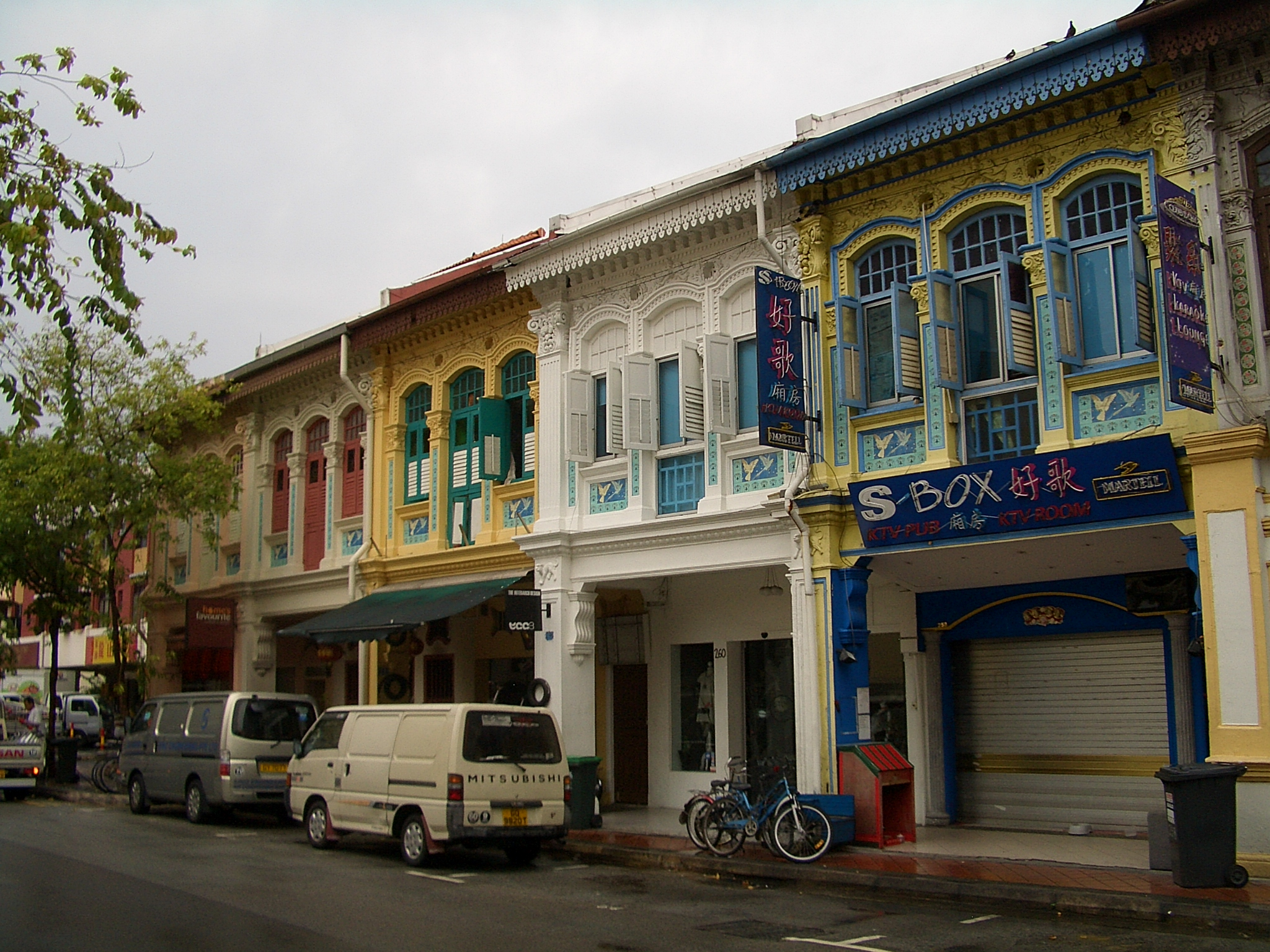
싱가포르의 상점

### 문화의 혼합성
싱가포르 문화는 말레이 문화, 인도 문화, 중국 문화, 유라시아 문화의 영향을 받아 아시아 문화와 유럽 문화가 혼합된 문화다. 이것은 리틀 인디아, 차이나 타운, 캄퐁 글람, 영어, 인도어, 말레이어, 민난어, 치우차우어, 광동어 및 타밀어로 된 단어로 구성된 지역 크리올 언어인 싱글리시와 같은 몇개의 별도의 소수 민족 지역에 있는 건물의 건축 스타일에 반영된다. 이러한 싱글리시는 덜 공식적인 환경에서 싱가포르 사람들이 사용한다.
다른 주요 민족 및 종교 단체가 축하하는 구정, 하리 라야 푸아 사, 디팍 발리, 베삭 데이, 크리스마스, 성 금요일, 설날 등 주요 축제는 공휴일로 지정된다.

### 종교
싱가포르는 세계에서 가장 종교적으로 다양한 국가다. 싱가포르인은 다양한 민족적 문화적 혼합로 인해 다양한 종교적 신념과 관행을 따르고 있다. 불교를 실천하는 인구의 33 %와 힌두교를 실천하는 인구의 5.1 %가 싱가포르에서 가장 높은 수의 신앙 종교를 가지고 있다. 많은 싱가포르인들은 또한 아브라함계 종교를 지지하고 있으며, 인구의 18.3 %가 기독교인으로, 14.7 %가 무슬림으로 분류되어 있다. 싱가포르 사람들이 수행한 다른 유명한 종교로는 도교 (10.9 %), 중국 민속 종교 및 시크교 (Sikhism)와 자이나교 (Jainism)와 같은 다른 종교가 있다. 싱가포르 인구의 적은 비율이 조로아스터 교와 유대교를 실천한다. 싱가포르인 중 0.9 %만이 무신론자로 밝혀졌다. 싱가포르 국민 대부분은 중국계이다. 사실상, 싱가포르는 종교의 자유를 인정하므로 국교는 없다.

### 성향
키아수(Kiasu)라는 독특한 문화적 정체성이 존재한다. 이는 일종의 승부욕, 두려움, 욕심 그리고 이기주의가 혼합된 매우 복합적인 성격을 일컫는다. 싱가포르인 스스로도 이에 대해서 잘 알고 있으며, 싱가포르 정부는 미스터 키아수(Mr.Kiasu)라는 마스코트를 활용하고 있다.

## 언어
싱가포르에는 영어, 말레이어, 중국어, 타밀어의 네 가지 공식 언어가 있다. 말레이어는 모국어이며 모국어로 인구의 13 %를 차지한다.  인구의 대다수가 말레이지아 어를 말할 수 없더라도, 말레이지아는 싱가포르의 국가에서 사용되고 또한 싱가포르 주문 및 훈장 및 군 발 드릴 명령을 위해 인용에서. 싱가포르 영어는 싱가포르인들이 사용하는 주요 언어다. 공식적으로 모국어 수업을 제외한 모든 학교 과목의 수업의 주요 언어이며 행정의 공통 언어이기도 하며 국제 비즈니스를 위한 중요한 언어로 홍보된다.

## 같이 보기
- 브루나이인
- 말레이인
- 인도네시아인